# Мальвазия фина
Мальвазия фина (порт. Malvasia Fina, то есть «мальвазия высшего качества») — технический (винный) сорт винограда, используемый в Португалии для производства креплёных и столовых белых вин. Имеет множество региональных названий. В частности, на острове Мадейра выращивается (для выработки мадеры) под названием Боал (порт. Boal), или Буал (англ. Bual).
Среди автохтонных белых сортов Португалии «изысканная мальвазия» выделяется потенциалом к выработке долговечных вин высокого качества. Это естественный гибрид местных сортов Hebén и Alfrocheiro, не имеющий ничего общего с теми сортами, которые называются мальвазией за пределами Португалии. 

## Распространение и номенклатура
Сорт весьма старый (известен в португальских источниках с начала XVI века); в 2015 году занимал виноградники площадью свыше 3000 га. Боал — один из четырёх «благородных» сортов, из которых до конца XIX века изготавливалась вся мадера. К настоящему времени мадера из боала превратилась в раритет, так как виноградом Boal Cachudo (он же Boal Branco) засажено на острове Мадейра не более 18 га виноградников.
Португальские ампелографы также упоминают в качестве редких разновидностей боала B. Barreiro, B. Espinho, B. Ratinho, однако их генетический профиль пока не установлен. Сорт, который называют Boal Branco («белый боал») в континентальной Португалии, при предварительном генетическом исследовании оказался гибридом сортов Arinto do Dão (одно из названий мальвазии фина) и Dedo de Dama. Также боалом в Португалии и Испании называют различные сорта, вообще никак не связанные с мальвазией фина.

## Ботанические характеристики
Листья крупные, пятилопастные, средне- или глубокорассеченные, желто-зеленые, снизу со слабым опушением. Черешковая выемка закрытая, лировидная.
Цветок обоеполый.
Грозди средние, цилиндроконические, неплотные.
Ягоды средние, овальные, золотисто-зелёные.
Сорт среднепозднего периода созревания. Достигает технической зрелости примерно через 30 дней после сорта Шасла.

## Применение
Исторически сорт возделывался главным образом с целью производства креплёных десертных вин — белого портвейна и мадеры. С учётом рыночной конъюнктуры современные виноделы всё больше переключаются на выработку столовых вин, особенно сухих. Из-за окислительного процесса мадера из боала имеет необычайно тёмный цвет. Сортовые вина обладают хорошим балансом между сладостью и кислотностью. По мере выдержки ароматы вина становятся разнообразнее: лайм, карамель, кофе, цедра апельсина, абрикос, сухофрукты.